# メディチ家の聖母
『メディチ家の聖母』（メディチけのせいぼ、独: Medici-Madonna、英: Medici Madonna）は、初期フランドル派の巨匠ロヒール・ファン・デル・ウェイデンが1453–1460年ごろにオーク板上に油彩で制作した絵画である。フランクフルトのシュテーデル美術館に所蔵されている。
本作は、フィレンツェのメディチ家により委嘱されたことが知られている。それは、台座下段にある赤いユリのついたフィレンツェの紋章によっても裏付けられる。制作年については、ファン・デル・ウェイデンがローマに巡礼旅行をし、いくつかのイタリアの宮廷に訪れた1450–1451年、またはフラ・アンジェリコに触発されて描いた『キリストの哀悼』 (ウフィツィ美術館) と同時期の1460–1464年と様々に提案されてきた。シュテーデル美術館では、画家がローマ巡礼から帰ってきてからすぐに本作を制作したとしている。

## 作品

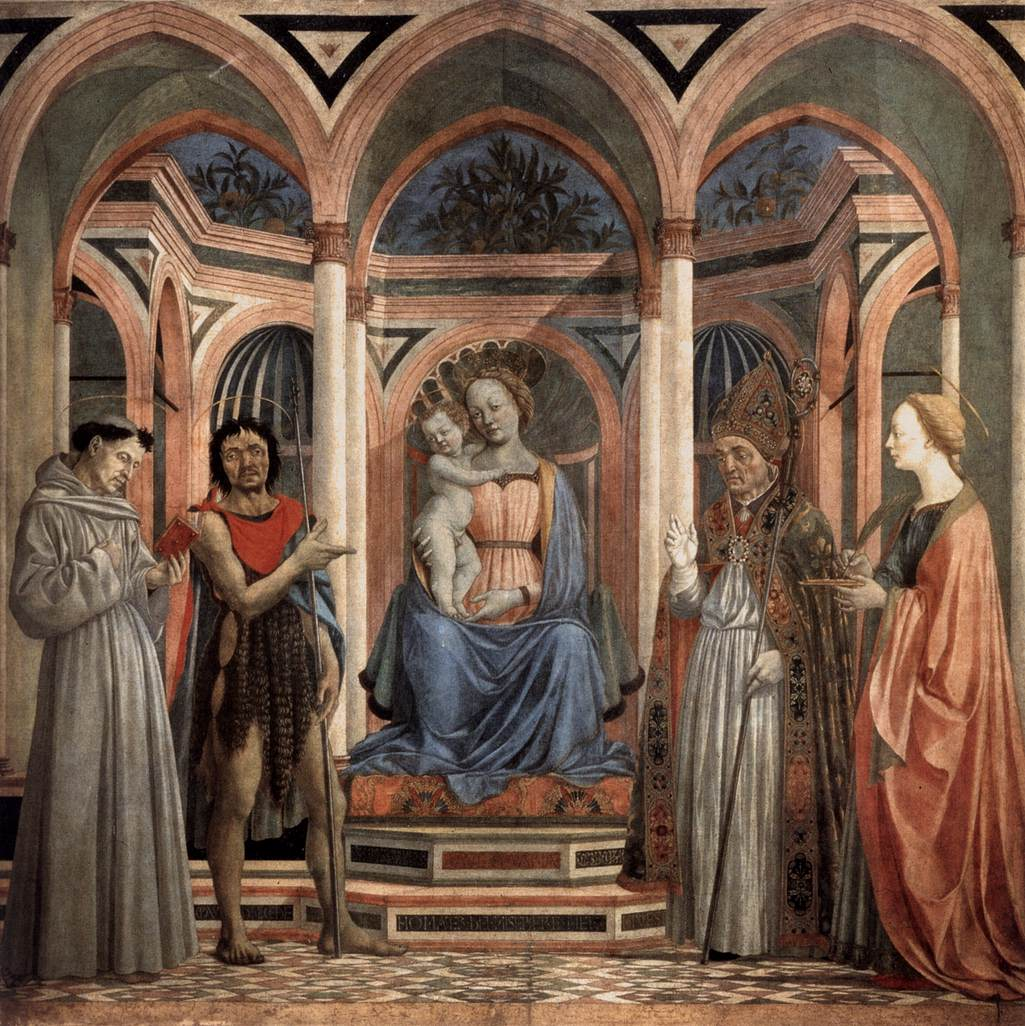
ドメニコ・ヴェネツィアーノ『サンタ・ルチア・デ・マニョーリ祭壇画』 (ウフィツィ美術館)

空の代わりの金地の中に、ファン・デル・ウェイデンは貴重なダマスク織の掛けられたバルダッキーノを描いている。その下には、聖母子、聖ペトロ (ピエロ・デ・メディチの洗礼聖人)、洗礼者聖ヨハネ (フィレンツェの守護聖人であり、ジョヴァンニ・デ・メディチの洗礼聖人)、 メディチ家の守護聖人である医師の聖人、聖コスマスと聖ダミアヌスがいる。この図像は北方絵画では異例で、イタリア絵画に見られる聖会話の形式である。
聖コスマスは自身のベルトから下がっているハンドバッグにコインを入れているところが描かれているが、これは医療行為のために少額の金銭を受け取り、そのため兄弟のダミアヌスの怒りを買ったという伝説を表している。
前景には、画家に典型的な自然の細部への注意を示す静物がある。中央には金鍍金をしたアンフォラがあり、何本かのユリが入っている。白いユリは聖母マリアの処女性を象徴し、赤いユリはフィレンツェを示唆している。
人物たちが半円形に配置され、上部のアーチでも半円形が繰り返されている本作の構図は、イタリア・ルネサンスの画家ドメニコ・ヴェネツィアーノの『サンタ・ルチア・デ・マニョーリ祭壇画』 (ウフィツィ美術館) に触発されたのかもしれない。しかし、ドメニコの作品では人物は互いに離れているが、ファン・デル・ウェイデンの作品では人物は互いの近くに立っており、聖ペトロと洗礼者聖ヨハネには直接的に結びついている。また、ウェイデンの人物たちは引き延ばされているが、それは、ウェイデンのヨハネをドメニコのヨハネと比較すれば明らかである。さらに、ウェイデンの人物たちはドメニコの人物たちと違い、身体構造よりも衣服の線によって造形されている。